# Parco nazionale Cerros de Amotape
Il parco nazionale Cerros de Amotape (in spagnolo:Parque Nacional Cerros de Amotape) è un parco nazionale del Perù, nelle regioni di Piura e di  Tumbes. È stato istituito ad ottobre 2003 e occupa una superficie di 913 km².